# عبله الکحلاوی
عَبله الکَحلاوی (۱۵ دسامبر ۱۹۴۸ – ۲۵ ژانویه ۲۰۲۱) پژوهشگر برجسته مصری، استاد فقه اسلامی، واعظ و چهره رسانه‌ای بود. وی به عنوان استاد دانشگاه الازهر قاهره فعالیت داشت و در این دانشگاه به ریاست دانشکده علوم اسلامی و عربی (ویژه بانوان) منصوب شد. نام وی در سال ۲۰۰۹ در میان ۵۰۰ مسلمان تأثیرگذار جهان در نسخه افتتاحیه این فهرست قرار گرفت که این انتخاب به دلیل تحقیقات پیشگامانه‌اش در حوزه دین و مطالعات زنان بود. از این محقق پرکار، آثار متعددی در زمینه زنان و فقه اسلامی به جای مانده است. الکحلاوی به عنوان خطیبی توانا هم در مصر (هم از طریق برنامه‌های حضوری و هم تلویزیونی) و هم در عربستان سعودی به تبلیغ دین پرداخت. نقطه عطف فعالیت‌های تبلیغی او، اقامت دو ساله (۱۹۸۷ تا ۱۹۸۹) در مسجدالحرام بود که طی آن به مدت دو سال به صورت روزانه در مقدسترین مسجد جهان اسلام به وعظ و ارشاد پرداخت.

## زندگی
عبله الکحلاوی در ۱۵ دسامبر ۱۹۴۸ در مصر متولد شد. پدرش، محمد الکحلاوی، از خوشنویسان سرشناس مصری بود. این عالم برجسته سرانجام در ۲۵ ژانویه ۲۰۲۱ و در ۷۲ سالگی، بر اثر ابتلا به بیماری کووید-۱۹ دار فانی را وداع گفت.

## پیشه
الکحلاوی تحصیلات خود را در رشته حقوق اسلامی در دانشگاه الازهر قاهره به پایان رساند. او در سال ۱۹۷۴ موفق به اخذ مدرک کارشناسی ارشد و در سال ۱۹۷۸ مدرک دکترای خود را در همین رشته دریافت کرد. حرفه علمی وی از سال ۱۹۷۹ با انتصاب به ریاست گروه شریعت در دانشکده تعلیم و تربیت دانشکده زنان مکه آغاز شد. پس از آن، به سمت ریاست مطالعات اسلامی و عربی در دانشکده زنان دانشگاه الازهر منصوب گردید. علاوه بر این، الکحلاوی تجربه تدریس در کالج آموزش دختران ریاض در عربستان سعودی را نیز در کارنامه علمی خود دارد.
الکحلاوی بین سال‌های ۱۹۸۷ تا ۱۹۸۹ به‌صورت روزانه در مسجدالحرام، مقدس‌ترین مکان اسلامی در عربستان سعودی، به ایراد خطبه و تدریس می‌پرداخت. جلسات او با استقبال گسترده زنان زائر از سراسر جهان مواجه می‌شد.پس از این دوره، وی فعالیت تبلیغی خود را در مصر ادامه داد و در مساجد معتبری همچون الازهر، الحمد و الحصاری، و همچنین در مسجدی که پدرش بنا نهاده بود، به وعظ و ارشاد ویژه زنان پرداخت که با حضور پرشور مخاطبان همراه بود.این بانوی مبلغ، مجری چندین برنامه مذهبی پرطرفدار منطقه‌ای نیز بود که مخاطبانش با محبت او را «ماما ابله» خطاب می‌کردند. محتوای سخنرانی‌های او شامل بررسی احکام و اصول اسلامی، تفسیر متون دینی و پاسخ به پرسش‌های فقهی بود.بر اساس دایرةالمعارف اسلام و زنان آکسفورد، رویکرد پژوهشی و تبلیغی الکحلاوی به نقد تفسیرهای زن‌ستیزانه از متون اسلامی و مقابله با گرایش‌های افراطی می‌پرداخت و در عین حال از حقوق زنان در مسائل طلاق حمایت می‌کرد و ارزش‌هایی چون مدارا، میانه‌روی، مهربانی و صلح را ترویج می‌نمود.
در سال ۲۰۰۹، نام الکحلاوی در میان ۵۰۰ مسلمان تأثیرگذار جهان قرار گرفت. این فهرست که اولین ویرایش از مجموعه سالانه بود، توسط مرکز مطالعات استراتژیک سلطنتی اسلامی اردن تهیه می‌شد و هر سال با همکاری مرکز تفاهم مسلمانان و مسیحیان شاهزاده الولید بن طلال در دانشگاه جورج تاون آمریکا منتشر می‌گردید.در این فهرست از وی با عنوان «مرجع برجسته در امور زنان و رئیس یکی از معتبرترین مراکز علمی ویژه زنان مسلمان در جهان» یاد شده بود. دایرهالمعارف اسلام و زنان آکسفورد نیز او را به عنوان «یکی از سرشناسترین زنان عالم اسلامی در جهان عرب» توصیف کرده است.
در سال ۲۰۰۶، الکحلاوی در جمع ۴۱ رهبر و عالم برجسته اسلامی قرار داشت که با صدور بیانیه‌ای، همزمان با محکومیت خشونت‌های ناشی از جنجال کاریکاتورهای محمد در روزنامه جیلندز-پوستن، خود این کاریکاتورها را نیز محکوم کردند. او همچنین از امضاکنندگان «نامه مشترک بین ما و شما» بود. نامه‌ای سرگشاده از سوی علمای اسلام به رهبران مسیحی که بر ضرورت صلح و تفاهم بین ادیان تأکید داشت. فعالیت‌های تبلیغی الکحلاوی مورد تقدیر سوزان مبارک، بانوی اول مصر قرار گرفت که مسیر حرفه‌ای او را همچون راهپیمایی باشکوهی در مسیر خدمت خیریه و وعظ دینی توصیف کرد.
الکحلاوی در مصر با تأسیس سازمان خیریه‌ای مهم در منطقه مُقطم قاهره، خدمات گسترده‌ای به یتیمان و همچنین بیماران سرطانی و مبتلایان به آلزایمر ارائه نمود.

## انتشارات
الکحلاوی آثار متعددی در زمینه فقه اسلامی تألیف کرده است که از جمله می‌توان به این کتاب‌ها اشاره کرد:
- فلیة الزکات فی هیماة الاقتصاد و التنمیة (اهمیت صدقه در تأمین اقتصاد و توسعه، ۱۹۹۶)
- المرا بین طهارت الباطین و الظاهر (زنان: حرمت درونی و بیرونی، ۱۹۹۷)
- قدای المر ع فی الحج و العمره (مسائل زنان در حج و عمره، ۲۰۰۵)